# Sisyrinchium purpurellum
Sisyrinchium purpurellum är en irisväxtart som beskrevs av Pierfelice Ravenna. Sisyrinchium purpurellum ingår i släktet gräsliljor, och familjen irisväxter.

## Underarter
Arten delas in i följande underarter:
- S. p. purpurellum
- S. p. trichospathum